# Martin Kippenberger

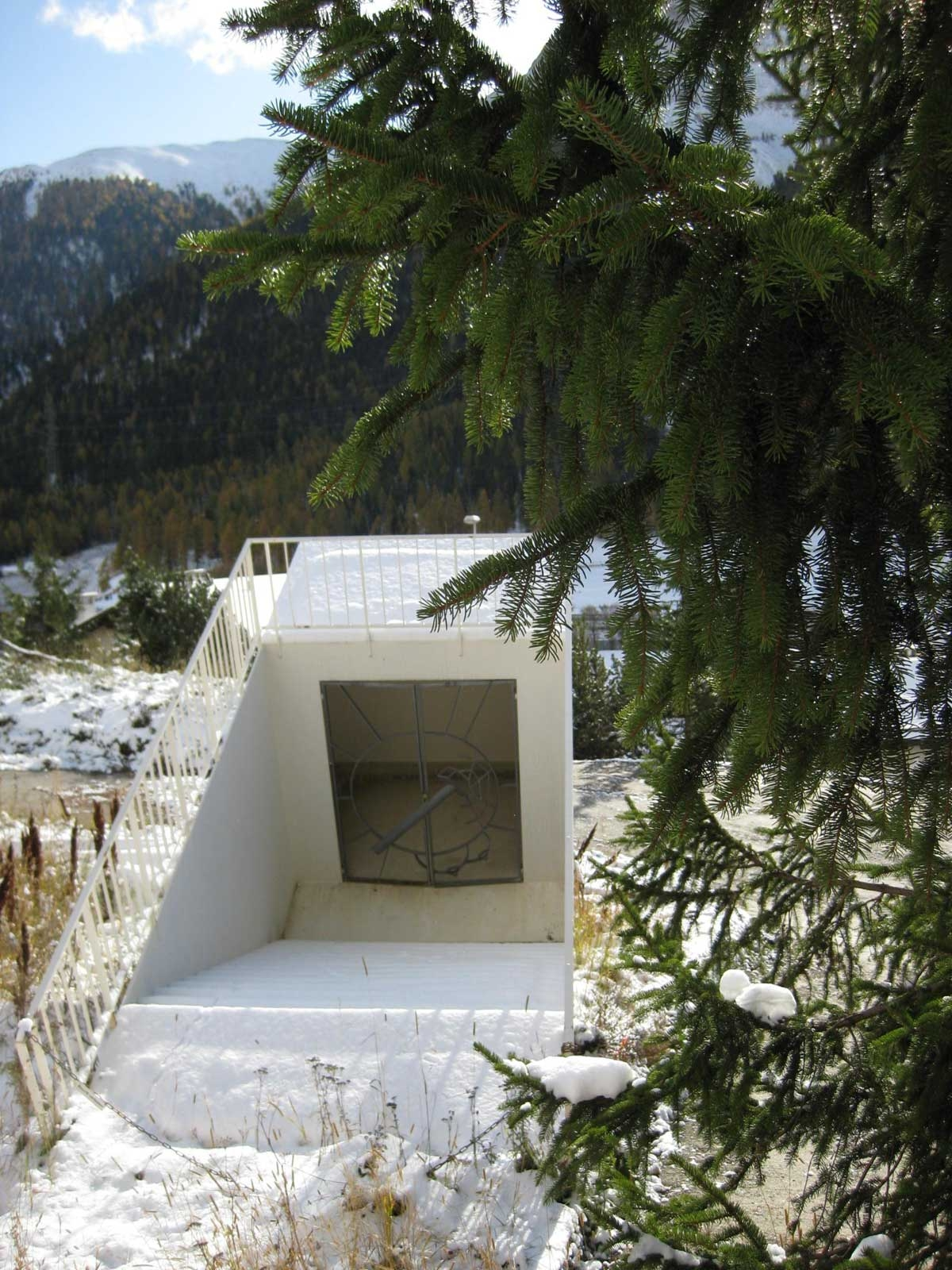
Metro-Net: Transportabler U-Bahn-Eingang in Madulain (Zwitserland)

Martin Kippenberger (Dortmund, 25 februari 1953 - Wenen, 7 maart 1997) was een Duitse beeldhouwer, installatiekunstenaar, schilder, fotograaf en tekenaar.

## Leven en werk
Kippenberger groeide op als middelste van vijf kinderen; hij had twee oudere en twee jongere zusters. Hij studeerde van 1972 tot 1976 aan de hogeschool voor beeldende kunst in Hamburg. Zijn veelzijdig en tegendraadse oeuvre bracht hem in de jaren tachtig veel roem en vaak wordt Kippenberger gezien als symptomatisch voor de cynische kunst van de jaren tachtig en negentig. Zijn werk is ondergebracht in collecties over de hele wereld en was in 2005 te zien bij de geruchtmakende tentoonstelling The Triumph of Painting in de Saatchi Gallery. Kippenbergers werk werd postuum getoond tijdens documenta X van 1997 in Kassel en de Biënnale van Venetië van 2003.
Het werk van Kippenberger ontstond vaak in series, zoals de serie Lieber Maler, male mir… (Lieve schilder, schilder mij...), een serie schilderijen gemaakt door een andere, fotorealistisch werkende schilder in opdracht van Kippenberger. Tot deze serie behoren foto's van mensen op straat en pornografische beelden.
Door de aard van zijn werk, vaak cynisch, obsceen en tegendraads, was Kippenberger een controversieel figuur. Veel van zijn werken waren enkel gemaakt om de spot te drijven met de kunstwereld en de manier waarop bijvoorbeeld de schilderkunst functioneerde. Ook zijn zelfverklaarde genialiteit en provocerende gedrag, zoals het als een koffietafeltje gebruiken van een schilderij van Gerhard Richter droegen hieraan bij.
Kippenberger kreeg in 1996 de Käthe-Kollwitz-Preis. Hij overleed in 1997 op 44-jarige leeftijd onverwacht aan leverkanker.

## Metro-Net
Een bekend en invloedrijk werk van Kippenberger was Metro-Net, een wereldomspannend 'metrosysteem', dat uitsluitend bestond uit nep-ingangen en loze luchtkokers, verspreid over de hele wereld. Ventilatoren en afgespeelde geluidsopnamen van metrotreinen versterkten de illusie. Dit werk wordt vaak aangehaald vanwege de eenvoudige schoonheid die het in zich heeft en om de invloed van Kippenberger op het conceptuele werk van de jaren negentig te verduidelijken.